# Bryhaspati

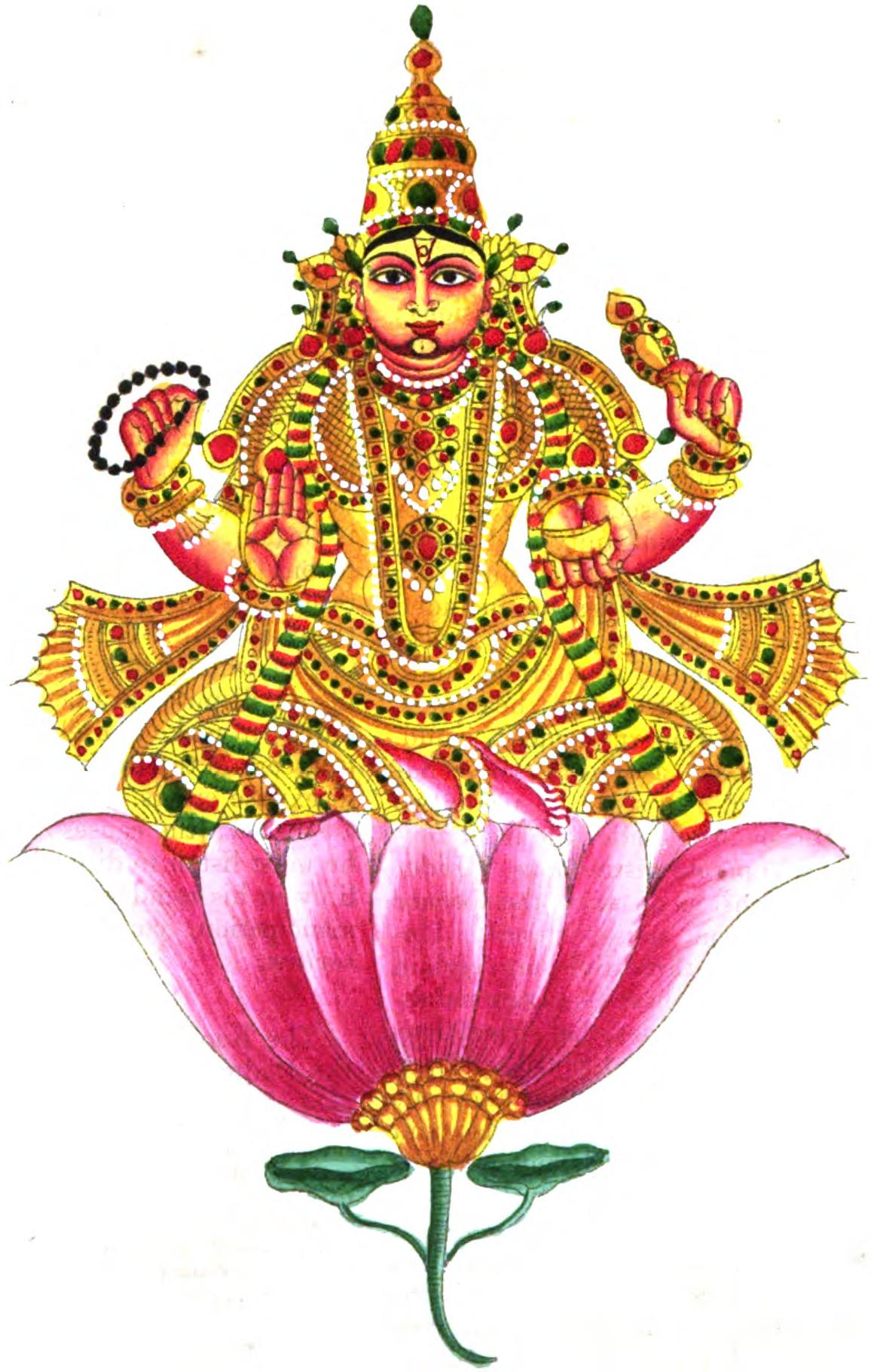

Bryhaspati (dewanagari बृहस्पति, transliteracja Bṛhaspati, ang. Brihaspati, również jako Brahmanaspati) – hinduistyczny bóg planety Jowisz.
Jest jednym z Dziewięciu Porywaczy (nawagraha), mężem bogini Tary oraz nauczycielem i kapłanem dewów. Dawał ludziom pobożność oraz dostatek. W Wedach występuje jako jedna z form Agniego. Władał czwartkiem.